# 18 ساعة (فلم)
18 ساعة (بالإنجليزية: 18 Hours) هُو فيلم دراما كيني صدر سنة 2017 وأخرجه المُخرج نجوي كيفن في أول عملي إخراجي له. الفيلم من بُطولة نيك نديدا، وسو وانجيرو، وبريان أوغولا، وإيسايا إيفانز، وشيرلين وانغاري. تدور أحداث الفيلم حول مُسعف مُبتدئ يقضي 18 ساعة في سيارة إسعاف مع ضحية حادث سير. دخل الفيلم التاريخ كونه أول فيلم كيني يُرشح لجائزة أفضل فيلم على الإطلاق في حفل توزيع جوائز أفريقيا ماجيك للمشاهدين لسنة 2018، هذا بالإضافة إلى 4 ترشيحات أخرى.

## طاقم التمثيل
- نيك نديدا في دور زاك.
- سو وانجيرو في دور سابينا.
- بريان أوغولا في دور مارك.
- آشار بريان
- جنينة وكاريثي
- شيرلين وانغاري
- روث مينغي
- بريندا وايريمو

## إنتاج الفيلم
راودت فكرة الفيلم نجوي كيفن، عندما كان هذا الأخير في سنة 2015 يقرأ مقالًا في إحدى الجرائد. كان سيناريو الفيلم مُستوحى من قصة حقيقية، حيث بقي رجل في حالة نزيف في سيارة إسعاف لمُدة 18 ساعة بحُجة أن مُستشفى كينياتا الوطني لا يحتوي على سرير إضافي شاغر في وحدة العناية المركزة.استُشير العديد من الأطباء ومُمرضي غُرف الطوارئ طوال الوقت في عملية كتابة السيناريو. في تصريح له لقناة بي بي سي، قال كيفن «إن الفيلم فيلم طبي حقيقي، لذلك كان علينا أن نكون صادقين فيما يخُص الأخوة الطبية».
فُتح باب المُشاركة في الفيلم أمام الجميع، وقد شارك عدة مُمثلين كينيين في تجارب الأداء الخاصة بالفيلم، على الرغم من أن فريق الإنتاج تلقى طلبات من عدة مُمثلين من جميع أنحاء العالم للمُشاركة في الفيلم، وقد كان بعضُهم من لوس أنجلوس وهوليوود ولندن وألمانيا. بعد انتهاء عملية كتابة السيناريو، استأجر نجوي فنان قصص مُصورة وبقي الثنائي لمُدة 4 أسابيع في إحدى الشقق في نيروبي، مُنهمكين في إنجاز رسومات تخطيطية وصُور بصرية حول مشاهد الفيلم.

## صدور الفيلم
عُرض فيلم 18 ساعة لأول مرة يوم 10 نوفمبر 2017 وذلك في جميع المسارح في دول شرق أفريقيا. أشرف عدد من الشخصيات الإعلامية في كينيا على عملية التسويق والترويج للفيلم، وقد كان الرياضي الكيني ديفيد روديشا من بين هؤُلاء.
حظي الفيلم باستقبال إيجابي من النقاد في كينيا، وقد أشاد جُلهم بجُرأة نجوي كيفن وفريق عمله في إخراج فيلم 18 ساعة لحيز الوجود.

## الجوائز والترشيحات
| السنة | حفل الجوائز                        | الجائزة                    | المُستلم للجائزة | النتيجة | مراجع                |
| ----- | ---------------------------------- | -------------------------- | --------------- | ------- | -------------------- |
| 2018  | جوائز أفريقيا ماجيك للمشاهدين      | أفضل تعديل صورة            | مارك ماينا      | فوز     | [ 11 ] [ 12 ] [ 13 ] |
| 2018  | جوائز أفريقيا ماجيك للمشاهدين      | أفضل موسيقى تصويرية        | جاكتون أوكوري   | رُشِّح     | [ 11 ] [ 12 ] [ 13 ] |
| 2018  | جوائز أفريقيا ماجيك للمشاهدين      | أفضل فيلم شرق أفريقي       | فيبي روغورو     | فوز     | [ 11 ] [ 12 ] [ 13 ] |
| 2018  | جوائز أفريقيا ماجيك للمشاهدين      | أفضل كاتب سيناريو          | نجوي كيفن       | رُشِّح     | [ 11 ] [ 12 ] [ 13 ] |
| 2018  | جوائز أفريقيا ماجيك للمشاهدين      | أفضل فيلم على الإطلاق      | فيبي روغورو     | فوز     | [ 11 ] [ 12 ] [ 13 ] |
| 2018  | جوائز الأكاديمية الأفريقية للأفلام | أفضل أول إخراج لفيلم روائي | نجوي كيفن       | رُشِّح     | [ 14 ] [ 15 ]        |

## روابط خارجية
18 ساعة على موقع IMDb (الإنجليزية)
- 18 ساعة على موقع قاعدة بيانات الفيلم (الإنجليزية)
- 18 ساعة على موقع ليتربوكسد (الإنجليزية)
- 18 ساعة على موقع كينوبويسك (الروسية)